# Spisek niewolników (1749)
Spisek niewolników (malt. Konfoffa tal-ilsiera, ang. Conspiracy of the Slaves), znany też jako Rewolta niewolników (ang. Revolt of the Slaves) – nieudany spisek muzułmańskich niewolników na rządzonej przez Zakon Joannitów Malcie, mający na celu wywołanie rebelii, zamordowanie wielkiego mistrza Manuela Pinto i przejęcie wyspy. Rewolta miała rozpocząć się 29 czerwca 1749 roku, lecz plany zostały zdradzone zakonowi jeszcze przed jej rozpoczęciem. Spiskowcy zostali aresztowani i większość z nich później stracono.

## Podłoże buntu
W połowie XVIII wieku na Malcie rządzonej przez joannitów było około 9 000 muzułmańskich niewolników. Otrzymali oni prawo zbierania się na modlitwy. Chociaż istniało prawo zabraniające im kontaktów z Maltańczykami, nie było ono zawsze egzekwowane. Niektórzy niewolnicy trudnili się handlem, i czasem mogli sprzedawać swoje towary na ulicach i placach Valletty.
W lutym 1748 roku na tureckim statku Lupa zbuntowali się, wzięci w niewolę, węgierscy, gruzińscy i maltańscy galernicy. Turecka załoga oraz pasażerowie (m.in. Mustafa, pasza prowincji na Rodosie), w liczbie ponad 150, zostali ich jeńcami. Buntownicy dopłynęli zdobytym statkiem na Maltę, gdzie ich tureccy jeńcy sprzedani zostali w niewolę. Jedynie na Mustafę, po naciskach ze strony Francji (w związku z sojuszem Francja-Porta), nałożono areszt domowy, z którego później został on uwolniony. Przeszedł na chrześcijaństwo, poślubił kobietę z Malty, mógł więc tam pozostać.

## Spisek

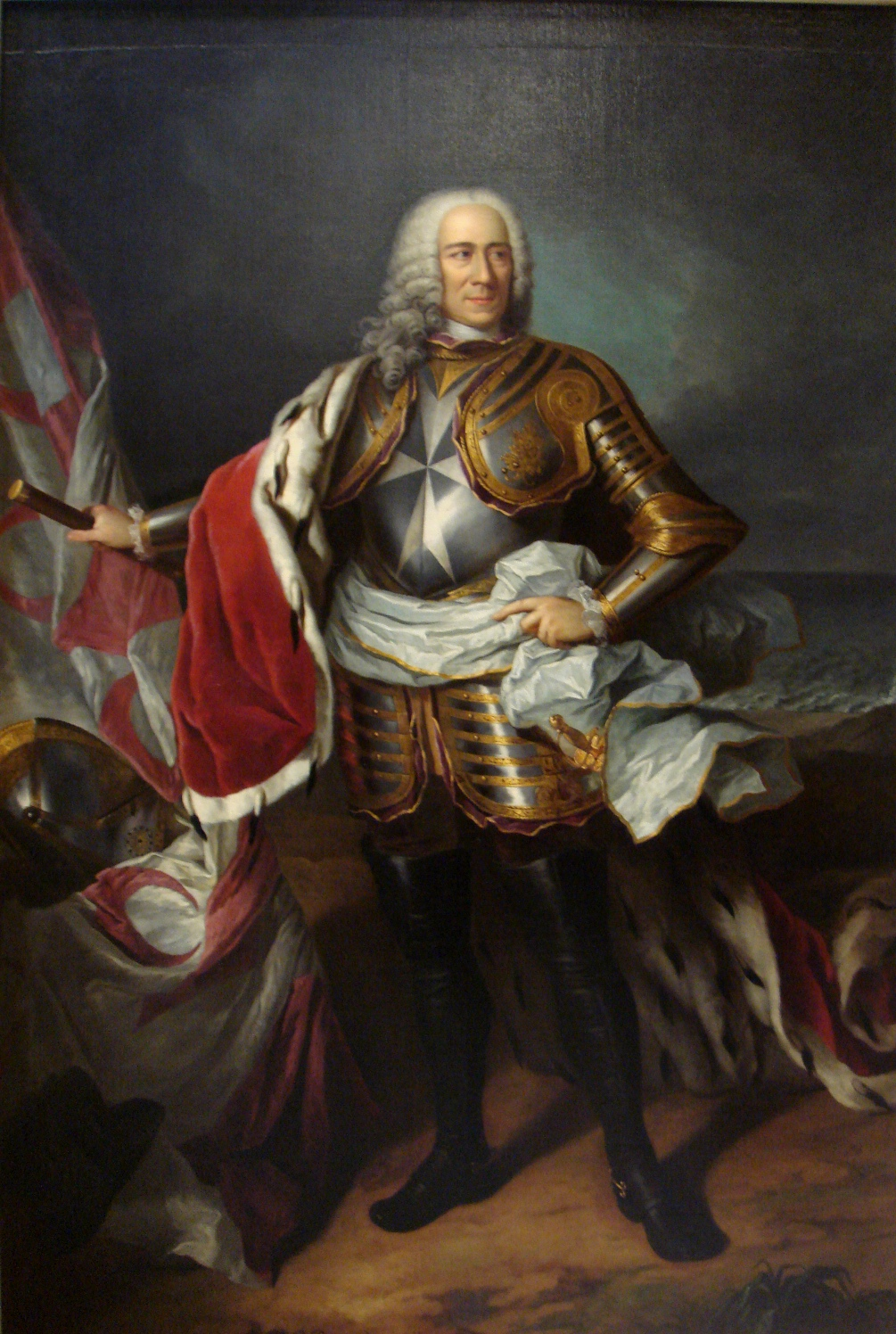
Wielki mistrz Manuel Pinto da Fonseca

Mustafa zaplanował początek rewolty niewolników na 29 czerwca 1749 roku. Na ten dzień przypada uroczystość Świętych Apostołów Piotra i Pawła (malt. L-Imnarja), w Pałacu Wielkiego Mistrza w Valletcie miał się odbywać bankiet. Niewolnicy zamierzali zatruć jedzenie na przyjęciu, we wszystkich zajazdach oraz innych pałacach. Po bankiecie mała grupa spiskowców miała zamordować śpiącego wielkiego mistrza Manuela Pinto, kiedy 100 pałacowych niewolników rozbrajałoby gwardię. Po tym planowano atak na Slaves' Prison, aby uwolnić pozostałych, oraz na Fort Saint Elmo, w celu zabrania broni ze zbrojowni. Po otrzymaniu sygnału od rebeliantów osmańscy bejowie z Tunisu, Trypolisu i Algieru mieli wysłać swoje floty, aby najechały i zdobyły Maltę.

## Odkrycie spisku i działania późniejsze
Spisek został ujawniony 6 czerwca, trzy tygodnie przed planowanym rozpoczęciem rewolty. Trzech niewolników spotkało się w sklepie z kawą w Valletcie w celu omówienia działań. Kiedy wybuchła między nimi kłótnia, zaczęli mówić po arabsku sądząc, że nikt nie zna tego języka. Jednak właściciel sklepu, pochodzący z Palestyny Żyd, którego trudno było o to podejrzewać, gdyż przeszedł na chrześcijaństwo i ożenił się z Maltanką, Giuseppe Cohen, podsłuchał ich rozmowę o buncie i zaraz po zamknięciu sklepu, prawie przed północą, powiadomił wielkiego mistrza. Niewolnicy zostali aresztowani, i po torturach wyjawili plany spisku.
Przywódcy zostali aresztowani. Trzydziestu ośmiu z nich osądzono i stracono, zaś 125 innych zostało powieszonych na Palace Square w Valletcie. Ośmiu zostało napiętnowanych wypaleniem litery R (jak ribelli – buntownik) na ich czole, następnie zesłanych dożywotnio na galery. Pod naciskiem Francji, Mustafa Pasza, który stał za buntem, nie został stracony, lecz odpłynął na Rodos na francuskim statku.

## Konsekwencje

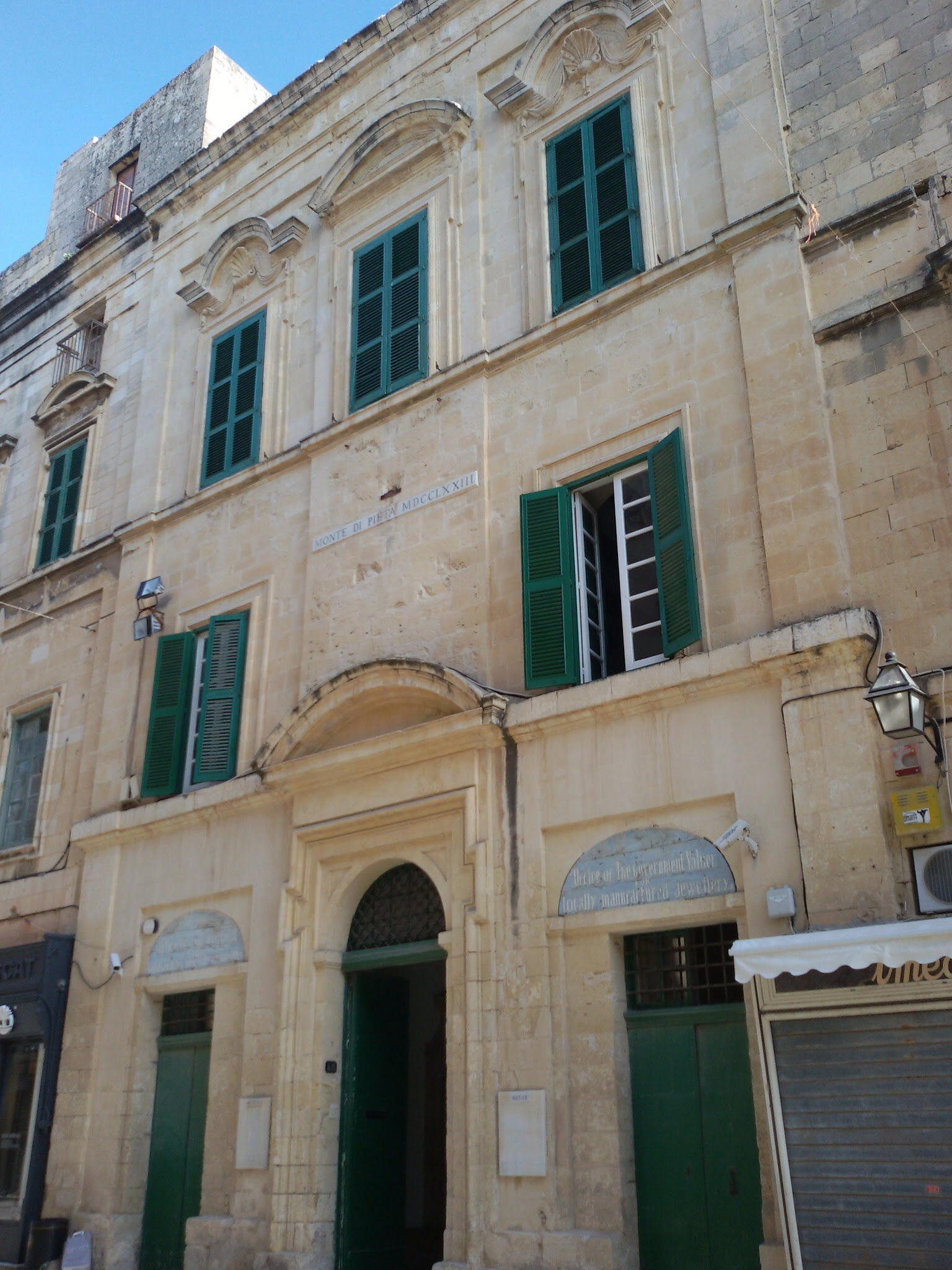
Dom w Valletcie, który Giuseppe Cohen otrzymał w nagrodę za ujawnienie spisku. Od roku 1773, w budynku mieściła się siedziba Monte di Pietà

Po udaremnieniu spisku wielki mistrz Pinto poinformował o nim swoich ambasadorów w Europie. Zaostrzono prawo, ograniczając przemieszczanie się niewolników. Nie mogli oni wychodzić poza granice miasta ani wchodzić do żadnych budowli fortyfikacyjnych. Zezwolono im na gromadzenie się jedynie na modlitwy w swoich meczetach. Na noc musieli wracać do więzienia niewolników. Co więcej, zabroniono im noszenia jakiejkolwiek broni oraz kluczy do budynków rządowych.
Giuseppe Cohen, który ujawnił plan, otrzymał emeryturę w wysokości 300 scudi rocznie ze skarbca Zakonu, i dodatkowo 200 scudi od Università (rady miasta) Valletty. Dostał również umeblowany dom w Valletcie, będący wcześniej siedzibą Università, zanim ta w roku 1721 przeniosła się do nowej siedziby. Dom pozostawał w rodzinie Cohen do roku 1773, kiedy w zamian za regularnie otrzymywane wpłaty za budynek, przekazany został on w ręce Monte di Pietà.
Manuel Pinto da Fonseca dożył 92 lat, urząd wielkiego mistrza sprawował przez 32 lata.

## W literaturze
- Poemat Fuqek Nitħaddet Malta, wczesny przykład literatury maltańskiej(inne języki), napisany przez anonimowego autora kilka lat po próbie rewolty[9].

- W roku 1751 Giovanni Pietro Francesco Agius de Soldanis opublikował Mustafà Bassà di Rodi schiavo in Malta, o sia la di lui congiura all'occupazione di Malta descritta da Michele Acciard (Mustafa Bassa z Rodosu niewolnikiem na Malcie, lub też o jego spisku zajęcia Malty opisane przez Michele Acciarda) na temat spisku. Wydał on to pod pseudonimem Michele Acciard, Włocha, którego de Soldanis spotkał podczas swoich podróży (choć niektóre dokumenty sugerują, że Acciard był współautorem tekstu)[10]. Książka wywołała poważne kontrowersje, ponieważ atakowała zakon i upominała się o prawa Maltańczyków. Skutkiem tego została zakazana na Malcie, a de Soldanis musiał jechać do Rzymu, by osobiście bronić się przed obliczem papieża Benedykta XIV. W roku 1752 powrócił na Maltę i uzyskał przebaczenie od Pinto[11].

- W roku 1779 Pietro Andolfati napisał sztukę na temat spisku, zatytułowaną La congiura di Mustafa Bassa di Rodi contro i cavalieri Maltesi: ovvero le glorie di Malta (Spisek Mustafa Paszy z Rodos przeciwko Rycerzom Maltańskim, lub chwała Malty)[12].